# Raubiči
Raŭbičy (bělorusky Раўбічы) je areál zimních sportů v Bělorusku, sloužící k tréninku vrcholových sportovců i k rodinné rekreaci. Má rozlohu okolo padesáti hektarů a nachází se na břehu stejnojmenné přehrady 20 km severovýchodně od centra hlavního města Minsku v nadmořské výšce 202 metrů. 

## Popis
Středisko bylo otevřeno 24. února 1974 a prošlo rozsáhlou rekonstrukcí v letech 2010 až 2014. Nacházejí se v něm tři skokanské můstky velikosti K20, K40 a K74, rampa pro akrobatické lyžování, dráhy pro běh na lyžích o celkové délce přes šedesát kilometrů, biatlonová střelnice a krytý zimní stadión. Návštěvníkům jsou k dispozici také ubytovací a stravovací zařízení, zdravotnické středisko i půjčovna a servis sportovního vybavení. 

## Biatlon
V Raŭbičy se konalo mistrovství světa v biatlonu 1974, 1982 a 1989, mistrovství světa juniorů v biatlonu 2015 a mistrovství Evropy v biatlonu 1998, 2004 a 2019. V roce 2015 udělila Mezinárodní biatlonová unie stadionu tzv. Licenci A, která mu umožňuje pořádat i závody Světového poháru. V roce 2022 se zde měl konat světový pohár v biatlonu, který ale byl z důvodů nepokojů, které v Bělorusku probíhaly, odřeknut a místo něj byly zařazeny závody v Östersundu.